# László Kubala
László Kubala Stecz (Budapeste, 10 de junho de 1927 — Barcelona, 17 de maio de 2002) foi um futebolista e treinador húngaro.
Seu talento o faz ser considerado um dos maiores jogadores do século XX; seu repertório incluía perfeita proteção da bola, dribles precisos e passes inteligentes.
Em eleição entre os torcedores do Barcelona, onde jogou por treze anos, foi eleito o melhor jogador dos primeiros cem anos do clube, superando outros célebres nomes, como Johan Cruijff, Bernd Schuster, Ronald Koeman e Hristo Stoichkov, dentre outros, Uma de suas mágoas é não ter disputado nenhuma Copa do Mundo. Kubala está entre os grandes craques que não tiveram oportunidades no torneio.
Kubala possuía também origens polonesas por parte de pai e eslovacas por parte de mãe. Kubala se notabilizou por ter defendido a terra natal, a de sua mãe e também a Espanha. É o único jogador, ao lado de Alfredo di Stéfano, a ter defendido três países. Jogou ainda por uma quarta seleção, a da Catalunha, não-reconhecida pela FIFA. Tais peculiaridades o motivariam a se declarar, certa vez, como um cidadão do mundo.
László é o seu nome original, em húngaro. Na Tchecoslováquia, ficaria conhecido pela versão local, Ladislav. Ao se naturalizar espanhol, seu prenome tornou-se Ladislao; para os catalães, é Ladislau.

## Carreira

### Hungria e Tchecoslováquia
Da sua primeira equipe, o Ganz, chegou ao completar dezoito anos ao Ferencváros, um dos principais clubes do país. Saiu-se bem, mas duas notícias o fariam fugir da Hungria: a morte do pai e a convocação para o serviço militar, talvez por traumas de infância com a Segunda Guerra Mundial.
Kubala foi então para Bratislava, cidade-natal de sua mãe, na Tchecoslováquia. Ali assinou com o Slovan Bratislava. Sua estadia ali também seria curta em razão de também receber a convocação militar. Porém, o pouco tempo não lhe impediria de conhecer no clube a mulher com quem se casaria, filha do treinador da equipe, Ferdinand Daučík, ex-jogador da Seleção Tchecoslovaca nas Copas do Mundo de 1934 e 1938. Kubala também jogaria pela Tchecoslováquia enquanto esteve no país, o primeiro que defendeu.
De volta à Hungria, acertou com o Vasas. Porém, não tardaria a novamente ir embora de seu país: a razão, na ocasião, foi a ascensão do comunismo. Kubala, que já vinha defendendo a Seleção Húngara, fugiu clandestinamente em um trem para a Áustria, e depois para a Itália.

### Exílio
A segunda deserção de seu país causou mais escândalo. Pressionada pela Federação Húngara, a FIFA suspendeu-lhe de jogos oficiais. Isso fez com que ele não pudesse jogar profissionalmente pela equipe italiana com a qual assinara um pré-contrato, o Pro Patria.
Uma outra equipe do país convidou-lhe para amistosos: tratava-se do Torino, na época o melhor time da Itália. O Toro faria um amistoso em Portugal e contaria com a presença do húngaro, que na última hora decidiu não ir: a razão era a chegada da mulher e do filho, que estava doente. A escolha salvaria sua vida: no voo de volta, o avião que levava o clube espatifou-se na basílica de Superga, matando todos os passageiros, no que ficou conhecido como a tragédia de Superga. Um dos mortos no acidente era um colega húngaro com quem jogara no Slovan, .
Impedido de jogar profissionalmente, Kubala organizou um clube amador chamado Hungaria, reunindo outros jogadores do Leste Europeu que, como ele, eram fugitivos do comunismo. A equipe conseguiu grandes resultados: fazendo uma turnê pela Espanha, venceu o Real Madrid, o Español e a Seleção Espanhola, que se preparava para a Copa do Mundo de 1950. O Barcelona, outra equipe do país, logo se interessou por ele.
O clube fez pressão junto à Federação Espanhola para que ela negociasse com a FIFA um fim para a suspensão. A entidade, no fim, acabou cedendo, para o protesto do Pro Patria, com quem o jogador estava vinculado.

### Barcelona
O clube tratou para que sua aquisição sentisse-se em casa, contratando como técnico seu sogro, Ferdinand Daučík. Na época, o clube não disputava títulos nem possuía grande rivalidade com o Real Madrid: a equipe merengue estava decadente e os troféus eram mais disputados com Valencia, Atlético de Madrid e, principalmente, Atlético de Bilbao (como tinha de chamar-se o Athletic). O Bilbao, por sinal, era o maior campeão do país, com cinco títulos. Barcelona e Atlético de Madrid possuíam quatro, enquanto o Valencia tinha três.
Kubala logo retribuiria em campo o esforço para ser trazido: nas duas primeiras temporadas, foi campeão espanhol, fazendo do Barça o maior vencedor do país. Em ambas, faturou também a Copa do Generalíssimo, como era chamada na época a Copa do Rei. Os resultados fariam com que passasse a ser chamado pela Seleção Espanhola. Outra Copa do Rei viria na terceira temporada, a de 1953/54. A Liga Espanhola, nela, ficaria com o Real Madrid. Naquela temporada teria início maiores rixas com o clube da capital, que tirara do Barcelona Alfredo di Stéfano, contratado pela equipe blaugrana. O Barcelona ficaria outros quatro anos sem ganhar a liga, com o Real ganhando três vezes.
Em 1958, o Real empatou em títulos espanhóis com o Barcelona. Para piorar, a equipe fazia sucesso pela Europa, ganhando as três primeiras edições da Copa dos Campeões da UEFA e sendo amplamente utilizada para favorecer a imagem do governo ditatorial de Francisco Franco, que oprimia os catalães. O único título que veio no período foi a Copa do Rei de 1957. Em 1958, procurando auxiliar a reforçar seu time, Kubala indicou para o Barcelona dois compatriotas: Sándor Kocsis e Zoltán Czibor. Ambos eram famosos internacionalmente por participações destacadas na Copa do Mundo de 1954, com a qual foram vice-campeões pela Hungria. Kocsis, que havia sido colega de Kubala no Ferencváros, e Czibor também fugiam da repressão comunista: o país havia sido reprimido pelo Pacto de Varsóvia durante a Revolução Húngara de 1956.
A primeira temporada com o trio húngaro, a de 1958/59 foi um sucesso: ao lado de Evaristo e Luis Suárez, eles reconquistaram o campeonato espanhol para o Barcelona e ganharam também a Copa do Generalíssimo. Com o título espanhol, o clube pôde participar pela primeira vez da Copa dos Campeões, tão conquistada pelo rival Real Madrid. O Barcelona estreou no torneio na edição 1959/60. Os embates com o Real Madrid acirraram-se mais do que nunca: por dois pontos de diferença, o título espanhol ficou novamente com o Barça. No torneio continental, porém, o rival saiu-se melhor: os dois clubes encontraram-se nas semifinais e os merengues venceram duas vezes por 3 x 1. Para piorar, o Real terminaria campeão pela quinta vez.
O troco na Copa dos Campeões veio na temporada seguinte, a de 1960/61. Barça e Real se enfrentaram nas oitavas e desta vez o clube catalão levou a melhor, fazendo o Real ser pela primeira vez eliminado da competição. O Barcelona avançou na Copa, chegando à final na posição de amplamente favorito frente ao Benfica. Kubala fez uma grande partida e o Barcelona deu a impressão de que realmente levantaria a taça, ao inaugurar o placar. Porém, desatenções do setor defensivo, particularmente duas falhas do goleiro Antoni Ramallets, permitiram que os portugueses surpreendentemente virassem para 3 x 1.
Um verdadeiro sofrimento iniciou-se após o terceiro gol benfiquista, com a linha ofensiva do Barcelona passando a acertar as traves adversárias de todas as formas: Kocsis, ao ficar de frente para o gol, acertou a trave esquerda. Um minuto depois, Kubala, da entrada da área, dominou a bola no peito e chutou com precisão, com a bola dessa vez acertando a trave direita, passando rente à linha para depois acertar a esquerda e voltar para a área, frustrando as comemorações de Czibor e Evaristo. A perversidade do lance faria com que as ditas traves do estádio (o Wankdorfstadion, em Berna, Suíça), que eram quadradas, fossem trocadas por cilíndricas, que talvez permitissem aquele chute de Kubala resultar em gol.
Czibor diminuiria para 2 x 3 a quinze minutos do final e, faltando dez, ele também acertaria a trave, que pela quarta vez na partida impedia o gol barcelonista. A surpreendente derrota marcaria a aposentadoria precoce de Kubala, que pararia de jogar ainda naquele 1961 em função de lesões.

### Final da carreira
Ele prosseguiria na delegação do Barcelona, agora como técnico, mas acabou demitido após derrota na Taça das Cidades com Feiras em 1965. Kubala desligou-se do clube, encerrando um ciclo de quinze anos, e acertou uma volta aos gramados, no rival local Español (nome à época do atual Espanyol), onde atuaria simultaneamente como treinador. Ali, voltaria a ser colega de Alfredo di Stéfano, com quem jogara ao lado na Seleção Espanhola.
Na temporada 1966/67, Kubala, após dezessete anos morando na Espanha, foi atuar como jogador-treinador do Zurique, da Suíça. Depois, rumou para a América do Norte, onde atuou pelo canadense Toronto Falcons (uma das equipes que treinaria) e San Francisco Golden Gate Gales, onde curiosamente seria treinado por seu compatriota Ferenc Puskás. E depois de um tempo chorou muito por ter rejeitado o Real Madrid e não ter ganha Champions League pelo Real. Em sua carreira disputou 489 jogos marcando 358 gols (média de 0,73), e distribuindo 287 assistências (média de 0,58) tendo uma contribuição de 645 gols nos 489 jogos disputados (média de 1,31).

## Como treinador
Após experiências como jogador-treinador no Español e no Zurique, Kubala passou a dedicar-se apenas à nova função, o que já havia feito no Barcelona. Kubala rodou por outras equipes espanholas, além de treinar a própria Seleção Espanhola por onze anos, estando presente com ela na Copa do Mundo de 1978 e na Eurocopa 1980.
Em 1992, passou também pelo time olímpico da Espanha, que sediaria naquele ano as Olimpíadas de Barcelona. Porém, quem acabou treinando La Furia nos Jogos Olímpicos acabou sendo o então técnico da seleção principal, Vicente Miera.
O último trabalho de Kubala foi treinando a Seleção Paraguaia na Copa América de 1995.

## Seleção(ões)

### Tchecoslováquia e Hungria
A primeira seleção de Kubala foi a Tchecoslovaca. A convocação do serviço militar, que já o havia afugentado da Hungria, fez com que ele fugisse da Tchecoslováquia e regresasse ao seu país. Pela terra de sua mãe possui o melhor aproveitamento: foram seis partidas invictas e quatro gols.
De volta à Hungria, Kubala foi logo chamado para defender a Seleção Húngara, realizando três jogos pela Copa Balcânica. Um deles, contra a Bulgária, foi a única vez em que atuou ao lado do maior nome do futebol magiar, Ferenc Puskás, contra quem jogaria diversos clássicos entre Real Madrid, clube de Puskás, e Barcelona. A ocasião, porém, não foi tão especial na época: a Hungria, que ainda não havia sido revolucionada por Gusztáv Sebes (o que só ocorreria a partir do ano seguinte), perdeu por 0 x 1.
Com a ascensão do comunismo, Kubala decidiu novamente deixar a Hungria e perdeu novas chances de jogar por seu país, com o qual poderia ter sido importante peça na Copa do Mundo de 1954.

### Espanha
Ele poderia ter participado do mundial de 1954 também pela Espanha, pela qual estreou em 1953. Nas eliminatórias, os espanhóis teriam como únicos adversários os turcos. Kubala participou apenas do confronto de volta, em Istambul, em que saiu derrotado por 0 x 1. Na ida, a Espanha goleou por 4 x 1. No entanto, o saldo de gols não era critério de desempate, na época: mesmo com melhor retrospecto, o que foi considerado é que cada país teve uma vitória, e um jogo extra, em campo neutro, teve de ser realizado em Roma três dias depois;
Kubala não participou desse jogo, terminado em 2 x 2 após a Espanha chegar a estar perdendo por 0 x 2. Pelo regulamento, a vaga teve de ser decidida por sorteio, que acabou favorecendo os turcos e tirando a favorita Espanha da Copa. Curiosamente, na Copa, a Turquia caiu justamente no grupo da Hungria. Caso a classificação fosse espanhola, Kubala poderia ter enfrentado seu país-natal.
Sua participação nas eliminatórias para a Copa do Mundo de 1958 foi maior, jogando as quatro partidas da Espanha, que estava bastante fortalecida: Kubala recebeu a companhia de outros naturalizados, o paraguaio Heriberto Herrera e ninguém menos que Di Stéfano. Unindo a base de Real Madrid e Barcelona, os espanhóis pareciam imbatíveis em seu grupo, que contava com Escócia e Suíça. Porém, um empate em Madrid com a apenas regular Suíça, no primeiro jogo, acabaria sendo determinante: na segunda partida, fora de casa, os espanhóis perderam por 2 x 4 para os escoceses, e desta forma não dependiam mais apenas de si mesmos para obterem a vaga: para tal, tinham de vencer os dois oponentes e torcer para que a Suíça conseguisse ao menos um empate nos dois jogos que faria com os escoceses.
A Escócia venceu em Basileia e, uma semana depois, perdeu por 1 x 4 para a Espanha em Madrid. Um semestre se passou para que novas partidas fossem realizadas e os britânicos confimaram a vaga ao baterem os suíços em Glasgow. A Espanha realizou sua última partida, um 4 x 1 sobre a Suíça em Lausanne, já sabendo que estava fora do mundial da Suécia.
Nas eliminatórias para a Copa do Mundo de 1962, Kubala não participou, estando à beira da aposentadoria no Barcelona. Curiosamente, outro húngaro naturalizado defendia a Espanha, Puskás (eles nunca jogaram juntos pela Furia). Mesmo assim, sua presença era considerada certa no mundial do Chile. Porém, lesões acabaram não lhe permitindo estar entre os convocados de Helenio Herrera para o torneio.

## Como jogador
Barcelona
- Taça das Cidades com Feiras: 1955-58, 1958-60
- Copa Latina: 1952
- Campeonato Espanhol: 1951-52, 1952-53, 1958-59, 1959-60
- Copa do Rei: 1950-51, 1951-52, 1952-53, 1956-57, 1958-59
- Copa Eva Duarte: 1952-53, 1953-54
- Copa Martini & Rossi: 1950, 1952, 1952, 1953
- Troféu Ramón de Carranza: 1961
- Troféu Teresa Herrera: 1951

Espanyol
- Troféu Festa de Elche: 1966

Zurique
- Campeonato Suíço: 1965-66, 1967-68
- Copa da Suíça: 1965-66

Seleção Húngara
- Copa Internacional da Europa Central: 1948-53

## Como treinador
Barcelona
- Recopa Europeia da UEFA: 1981-82
- Copa do Rei: 1962-63, 1980-81, 1982-83
- Copa da Liga Espanhola: 1982-83
- Supercopa da Espanha: 1983
- Troféu Cidade de Palma de Mallorca: 1980, 1981
- Troféu Joan Gamper: 1980, 1983
- Troféu Ramón de Carranza: 1961, 1962

Espanyol
- Troféu Festa de Elche: 1966

Zurique
- Campeonato Suíço: 1965-66, 1966-67
- Copa da Suíça: 1965-66

Al-Hilal
- Copa do Golfo: 1986
- Campeonato Saudita: 1984-85, 1985-86
- Copa do Rei: 1983-84
- Copa da Federação: 1986-87

Málaga
- Campeonato Espanhol - Segunda Divisão: 1987-88
- Troféu Cidade de Marbella: 1988